# ایده بزرگ (فیلم ۱۹۳۴)
ایده بزرگ (انگلیسی: The Big Idea) فیلمی در ژانر کمدی به کارگردانی ویلیام بوداین است که در سال ۱۹۳۴ منتشر شد. از بازیگران آن می‌توان به تد هیلی اشاره کرد.